# Chimarra congestla
Chimarra congestla är en nattsländeart som beskrevs av Malicky 1993. Chimarra congestla ingår i släktet Chimarra och familjen stengömmenattsländor. Inga underarter finns listade i Catalogue of Life.